# Jean-Luce Huré
 (mai 2017).
Si vous disposez d'ouvrages ou d'articles de référence ou si vous connaissez des sites web de qualité traitant du thème abordé ici, merci de compléter l'article en donnant les références utiles à sa vérifiabilité et en les liant à la section « Notes et références ».
Jean-Luce Huré, né le 5 février 1942 à Paris, est un photographe français, travaillant pour la presse écrite, française et étrangère, et principalement pour la presse américaine.

## Biographie
Jean-Luce Huré naît le 5 février 1942. Il commence la photographie à l’âge de huit ans avec un appareil que lui a offert sa mère. Il photographie les amis musiciens de sa mère qui était pianiste. Formé à une école de photographie, sa carrière démarre à 20 ans en 1962 en indépendant avec le journal Paris Presse.
Ensuite de 1966 à 1975, toujours en indépendant, il collabore avec le Women’s Wear Daily et W ainsi qu’avec le New York Times, collaboration démarrée en 1969 et qui durera 40 ans, pendant laquelle il continuera un travail personnel sur le monde et les coulisses de la mode. Par ailleurs dès 1973 il fera les pages peoples du magazine Vogue, et ceci pendant plus de 30 ans.
À la fin des années 1970 Jean-Luce Huré travaille aussi avec la maison Yves Saint Laurent.
Son travail est publié entre autres dans La Stampa, Life, Time, Town and Country, Vanity Fair, Los Angeles Times, Newsweek,Washington Post, Chicago Tribune, San Francisco Chronicle, American, Russian, Italian and English Vogue, Elle, Marie Claire, Le Figaro, Philadelphia Enquirer, Stern, Der Spiegel.
Ses photos sont également publiées dans plusieurs ouvrages collectifs.
En 2002, la Maison européenne de la Photographie lui organise une exposition « Fashion Forever » pendant Le Mois de la Photo à Paris.
En 2016, exposition à Marrakech au Palace Es Saadi de ses portraits de stars de cinéma.
En 2022, exposition photographique « Haute Couture » au musée Camos,,,.
Son fonds photographique est composé au trois-quarts par des photographies noir et blanc.

## Participations
Photographies
- Collectif, Histoire idéale de la mode contemporaine, Édition Musée des Arts Décoratifs.
- Collectif, Showtime, le défilé de mode, Édition Musée Galliera, 2006
- Collectif, Madame Grès, Édition Musée Galliera, 2011 - autour de Madame Grès
- Collectif, Chloé Attitudes, Édition Rizzoli, 2013 - autour de la marque de mode Chloé
- Collectif,  Loulou, Édition Rizzoli, 2015 - autour de Loulou de la Falaise
- Collectif, Shock Wave, Japanese Fashion Design, Denver Art Museum catalogue 2016

## Décoration
Chevalier de l'ordre des Arts et des Lettres (2009)